# Acroria postalbida
Acroria postalbida là một loài bướm đêm trong họ Noctuidae.